# Hans-Peter Hauptmann

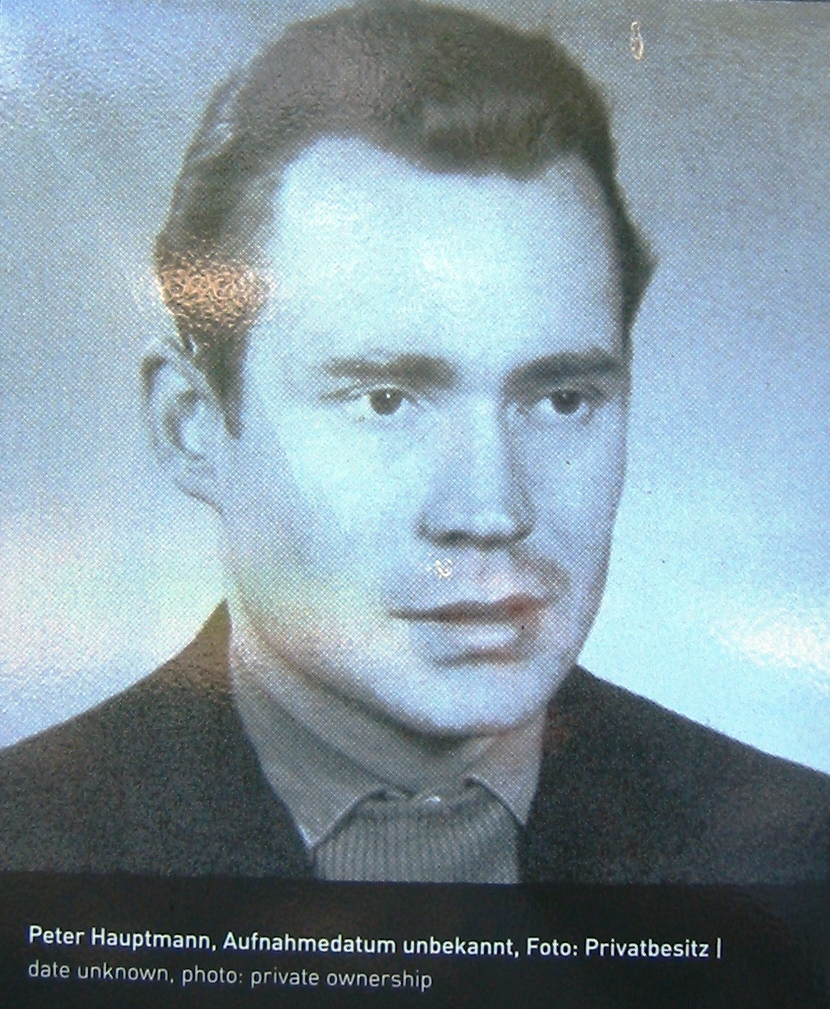
Hans-Peter Hauptmann

Hans-Peter Hauptmann (ur. 20 marca 1939 w Gittersee; zm. 3 maja 1965 w Berlinie) – ofiara śmiertelna Muru Berlińskiego zmarła na skutek ran postrzałowych, odniesionych w wyniku konfrontacji z żołnierzem wojsk granicznych NRD.  

## Życiorys
Hans-Peter Hauptmann przyszedł na świat w 1939 r. w miejscowości Gittersee k. Drezna. Wraz z żoną oraz czwórką dzieci mieszkał w Poczdamie przy ulicy Stahnsdorfer Straße w dzielnicy Babelsberg, mieszczącej się w bezpośrednim sąsiedztwie granicy z terenem Berlina Zachodniego. Po zatrudnieniu w wydziale jednostek specjalnych oraz w Volkspolizei pracował w służbach celnych NRD, skąd wydalono go wskutek uwikłania się w konflikt z żołnierzem straży granicznej: z uwagi na położenie jego domu w strefie granicznej Hauptmann musiał poddawać się kontroli zarówno przy opuszczaniu, jak i przy wchodzeniu do budynku. Podczas jednej z tego typu procedur zagroził wartownikowi pobiciem, wskutek czego został aresztowany i zwolniony ze służby. Po utracie stanowiska imał się prac w rozmaitych zawodach. 

## Okoliczności wypadku i śmierci
24 kwietnia 1965 r. poznał w jednym z lokali dwóch przebywających na urlopie w stolicy żołnierzy Volksmarine. Po zamknięciu lokalu wszyscy trzej udali się z butelką wódki do mieszkania Hauptmanna, spotykając po drodze znanego temuż wartownika, który pomimo brakującego dokumentu zezwolił dwójce marynarzy pozostać w mieszkaniu do godziny 3.00 nad ranem, kiedy to nastąpić miała zmiana warty. Ci opuścili jednak dom później, wskutek czego zostali na oczach Hauptmanna niezwłocznie aresztowani. Mężczyzna ruszył w kierunku marynarzy, w tym samym momencie został jednak wezwany do wylegitymowania się, w związku z czym odwrócił się. Po wezwaniu wartownika do zatrzymania się, Hans-Peter Hauptmann rzucił się na tegoż, po czym schwyciwszy za lufę trzymanego w rękach żołnierza karabinka AK-47, uwikłał się w szamotaninę. W efekcie przepychanki wartownik wystrzelił dwie salwy, Hauptmann został trafiony i osunął się na ziemię. Oczekiwanie na wezwaną przez żołnierzy karetkę pogotowia przedłużało się, w związku z czym podjęli decyzję o przetransportowaniu rannego ciężarówką do szpitala wojskowego w Drewitz. Operowany doraźnie w tymże Hauptmann został przeniesiony 28 kwietnia do kliniki we wschodnioberlińskiej  dzielnicy Buch, gdzie w przebiegu kolejnej operacji usunięto mu jedną nerkę. Zmarł 3 maja 1965 r. na skutek niewydolności drugiej nerki.   
W związku z zarzutem nieumyślnego spowodowania śmierci, żona ofiary wniosła oskarżenie przeciwko żołnierzom, nie doczekując się jednak jego procedur. Po zjednoczeniu Niemiec śledztwo przejęła w 1993 r. prokuratura państwowa w Berlinie, zamykając je orzeczeniem o przesłankach obrony koniecznej. Wykazano także, iż spośród sześciu oddanych strzałów śmiertelny okazał się jeden, trafiający ofiarę od tyłu w plecy.